# Hiroshi Moriyasu
Hiroshi Moriyasu (japanisch 森保 洋 Moriyasu Hiroshi; * 29. Januar 1972 in der Präfektur Nagasaki) ist ein ehemaliger japanischer Fußballspieler.

## Karriere
Moriyasu erlernte das Fußballspielen in der Schulmannschaft der Nagasaki Nihon University High School. Seinen ersten Vertrag unterschrieb er 1990 bei den Mazda Auto Hiroshima. 1992 wechselte er zum Zweitligisten Seino Transportation SC. Für den Verein absolvierte er 31 Spiele. 1994 wechselte er zum Ligakonkurrenten PJM Futures (heute: Sagan Tosu). Für den Verein absolvierte er 132 Spiele. Ende 2000 beendete er seine Karriere als Fußballspieler.